# Акъяр (Андижанская область)
Акъяр (узб. Oq Yor / Оқ Ёр) — посёлок городского типа, расположенный на территории Андижанского района Андижанской области Республики Узбекистан.

Статус посёлка городского типа с 2009 года.